# Път
 Тази статия е за транспортното съоръжение.  За филма вижте Път (филм).  
Път е начин и система за комуникация, чрез която се осъществява преминаване или движение, по която преминава или се движи нещо или някой (търговски път, въздушен път, воден път, наземен път и т.н.).
- Търговският път е комуникационна система, чрез която се доставят стоки, например Великият път на коприната, пътят на кехлибара, пътят на подправките, пътят на тамяна и благовонията и т.н..

- Железен път е комплекс от структури и съоръжения, които образуват път с направляващо-носещи жп коловози.

- Наземен път е всяка земна площ или съоръжение, предназначени за движение на пътни превозни средства или пешеходци. В сегашно време това е комплекс от структури и съоръжения, които образуват пътно тяло и прилежаща инфраструктура с възможност за движение на хора и превоз на товари, с мобилни средства задвижвани с животинска, с човешка, или с механична сила.

Разпростира се надлъжно и напречно.
- Надлъжно на платно/платна за движение.
- Напречно от бордюр до бордюр или от банкет до банкет за ограничение.
- Платното се оформя и разделя с хоризонтална механично нанесена химическа маркировка. Разделението е за посоки на движение и подреждане на движението по посоката.

„Чл. 63. (1) Надлъжната пътна маркировка се използва за очертаване на пътните ленти, на които е разделено платното за движение, и за очертаване на неговата граница.“
Когато платното е заснежено или заледено и маркировката е станала невидима, се прокарва мислена такава. Същото важи и за движението по грундова полоса (черен път).
- Платната може и да са две – автомагистрала (аутобан, аутострада), разделени надлъжно с ленти за движение в посока и разделени напречно с разделителна ивица, огради (парапети) и мантинели по средата.

Пътищата са необходими за осъществяване на пътния транспорт.
Пътищата свързват населени места, като села, градове и други.
По вида на използване могат да бъдат:
- пешеходна алея
- пътека
- шосе (за предвижване на ППС задвижвани с моторна, животинска, или човешка сила) – с трайна или нетрайна настилка
- велосипедна алея (път за придвижване само на велосипеди)

- Пешеходно-велосипедна алея (път, предназначен само за движение на пешеходци и велосипедисти)

и др.

## Пътна лента
Според Закона за движение по пътищата в България, пътна лента е „надлъжна част от пътя, очертана или не с маркировка и осигуряваща движението на недвуколесни пътни превозни средства в една посока едно след друго“. 

### Други значения
- Път (физична величина)
- Друм (тютюн)